# Station Fidjetun
Station Fidjetun is een spoorwegstation in Fidjetun in de gemeente Birkenes in het zuiden van Noorwegen. Het station ligt aan Sørlandsbanen.  Het stationsgebouw dateert uit 1938. In 1991 werd Fidjetun gesloten voor personenvervoer. Het emplacement wordt nog wel gebruikt als passeerspoor.